# Dioscorea lisae
Dioscorea lisae là một loài thực vật có hoa trong họ Dioscoreaceae. Loài này được Dorr & Stergios mô tả khoa học đầu tiên năm 2003.